# أدامسيت
 أدامسيت  وهو الاسم الشائع لمركب ثنائي فينيل أمين كلور الزرنيخ، وهو مركب زرنيخ عضوي له الصيغة HN-(C6H4)2-AsCl، ويكون على شكل بلورات صفراء إلى خضراء حسب درجة النقاوة. يصنف الأدامسيت ضمن الأسلحة الكيميائية وذلك بسبب كونه مسبباً للإقياء ومسيلاً للدموع.

## التاريخ
حضر الأدامسيت لأول مرة عام 1915 من قبل العالم الألماني هاينريش فيلاند، إلا أن طريقة التحضير طورت وبشكل منفصل من قبل العالم الأمريكي روجر أدامس Roger Adams، والذي ينسب تسمية المركب إليه، وذلك عام 1918 في جامعة إلينوي. في نهاية الحرب العالمية الأولى قامت القوات الأمريكية بإنتاج كميات من الأدامسيت وتخزينها، إلا أنها لم تستعمل في أرض المعركة. إلا أن الأدامسيت استعمل من قبل وحدات مكافحة الشغب الأمريكية من أجل تفريق جموع جيش بونوس Bonus Army، الذين تظاهروا في العاصمة الأمريكية واشنطن في ربيع وصيف عام 1932.

## الخواص
تمتاز بلورات الأدامسيت بأنها عديمة الرائحة وأنها ذات ضغط بخار منخفض، وهي لا تنحل بالماء، لكنها تنحل في المحلات العضوية مثل الأسيتون وثنائي كلورو الميثان. أما أبخرة الأدامسيت فلها لون أصفر الكناري.
عندما يكون الأدامسيت معلقا ضمن سائل أو غاز فإنه يسبب تهيجاً في الجهاز التنفسي قد يدوم لعدة ساعات . يهبج الأدامسيت الأغشية المخاطية والعينين، كما يسبب الصداع والغثيان ويؤدي إلى الإقياء.

## الاستخدامات
كان يستخدم سابقاً كمسيل للدموع ومفرق للجموع، إلا أن استخدامه أصبح محظوراً لسميته، فاستبدل بغازات مسيلة للدموع أقل ضرراً مثل 2-كلوروبنزال ثنائي نتريل حمض المالونيك المعروف تحت اسم غاز CS.
أظهرت بعض التقارير أن كوريا الشمالية تنتج كميات من الأدامسيت وتخزنها في مجمع آوجي-ري Aoji-ri الكيميائي.